# گروسبوت‌وار
شهر گروسبوت‌واردر ایالت بادن-وورتمبرگ در کشور آلمان واقع شده‌است.